# Loose Socks

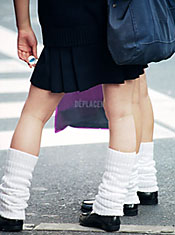
Loose Socks in Japan

Loose Socks (japanisch ルーズソックス rūzu sokkusu, deutsch ‚lockere Socken‘) sind meist weiße, weite, faltige Socken, die in der Regel mit einem speziellen Kleber, Sock Touch (ソックタッチ sokkutatchi) genannt, am Unterschenkel befestigt werden, damit sie nicht herunterrutschen. Vom Knöchel an ähneln sie im Aussehen Beinwärmer-Stulpen. Sie werden von einigen japanischen Mittel- und Oberschülerinnen, insbesondere der Kogal-Subkultur, zusammen mit ihrer Schuluniform getragen.

## Geschichte
Die Loose Socks kamen Mitte der 1990er-Jahre bei japanischen Mittel- und Oberschülerinnen in Mode. Sie verbreiteten sich sehr rasch und bald wurden überall Loose Socks angeboten. Der Zeitraum 1996 bis 1998 gilt als Blütephase, in der etwa die Hälfte der Mädchen diese Mode trugen, die auch in den Massenmedien sehr präsent war. Schülerinnen an Schulen, die das Tragen der Socken verboten, trugen diese nur auf dem Schulweg. Nach 1998 ebbte die Welle zugunsten von langen, dunkelblauen oder weißen High Socks ab.
Siehe auch: Schule in Japan